# Teoria di Deng Xiaoping

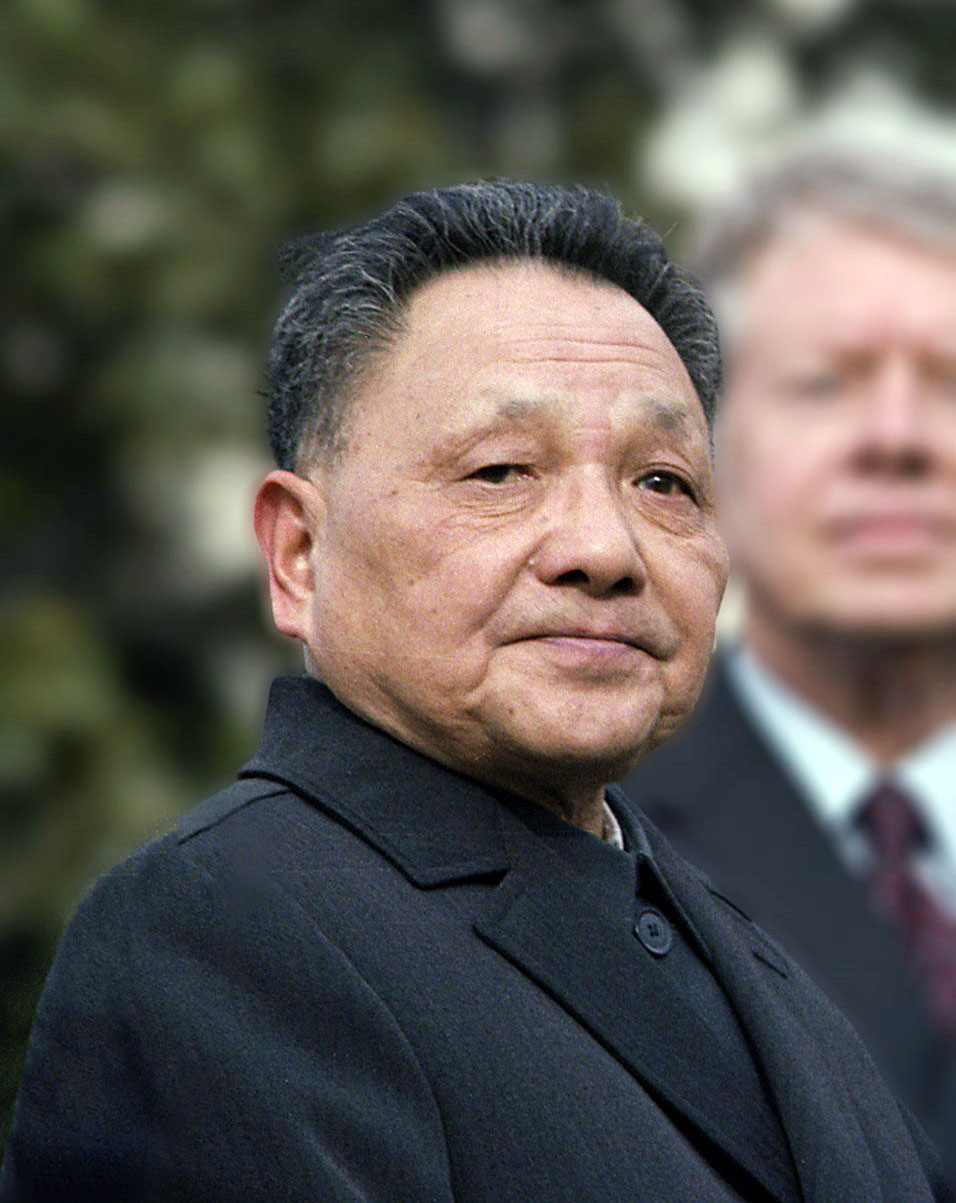
Deng Xiaoping

La Teoria di Deng Xiaoping (鄧小平理論T, 邓小平理论S, Dèng Xiǎopíng LǐlùnP), nota anche come denghismo, è costituita da una serie di ideologie politiche ed economiche sviluppate per la prima volta dal leader cinese Deng Xiaoping. Tale teoria, inclusa nel 2014 da Xi Jinping nella strategia dei quattro onnicomprensivi, non rifiuta il marxismo-leninismo o il maoismo ma cerca invece di adattarli alle esistenti condizioni socio-economiche della Cina.
Deng accentuò l'apertura della Cina al resto del mondo, l'implementazione del concetto di una Cina, due sistemi, e attraverso la frase "cerca la verità attraverso i fatti", un invito al pragmatismo politico ed economico.

## Teoria

### Modernizzazione e conservatorismo ideologico
La Cina deve la propria crescita economica grazie alle manovre economiche e le riforme di Deng Xiaoping, che dovette promuovere la modernizzazione e allo stesso tempo preservare l'unità ideologica del Partito Comunista Cinese e il suo controllo sul difficile processo di riforma.
Gli sforzi della modernizzazione furono generalizzati dal concetto delle Quattro modernizzazioni, ovvero degli obiettivi posti da Zhou Enlai nel 1963 per migliorare l'agricoltura, l'industria, la difesa nazionale, la scienza e la tecnologia in Cina.
Per preservare l'unità ideologica, la Teoria di Deng Xiaoping elenca "quattro principi cardinali" sui quali il Partito Comunista deve appoggiarsi:
- Sostegno dello spirito basilare del comunismo
- Sostenere il sistema politico della dittatura democratica del popolo
- Sostenere la leadership del Partito comunista
- Sostenere il pensiero marxista–leninista e di Mao Zedong

### Kai Fang
Nel 1992, quattordici anni dopo la sua salita al potere come leader de facto della Cina e in età avanzata, Deng fece la "nan xun" (la "Visita d'ispezione a sud") e in tale occasione esclamò: "Kai fang!" (开放S). Queste parole, che letteralmente significano "apertura", si mostrarono significative per lo sviluppo economico cinese sino ai giorni nostri.

## Relazione con il maoismo
La Teoria di Deng Xiaoping argomenta che sostenere il pensiero di Mao Zedong non significa imitare ciecamente le azioni di Mao senza delle deviazioni, come avvenne con il governo di Hua Guofeng, poiché farlo indica effettivamente "contraddire il pensiero di Mao Zedong".

## Lascito
Sin dagli anni ottanta, la teoria è diventata un corso universitario obbligatorio. Essendo stata la linea politica principale del Partito Comunista Cinese dal terzo plenum dell'XI Congresso nazionale del 1978, la teoria venne integrata nella Costituzione del Partito come ideologia guida nel 1997 e successivamente anche nella Costituzione della Repubblica Popolare Cinese: